# Teoria naturalnej stagnacji
Teoria naturalnej stagnacji – opracowana na przełomie XIX i XX wieku przez Alvina H. Hansena i B. Higginsa, na podstawie obserwacji gospodarki Stanów Zjednoczonych. Koncepcja ta zmierza do wyjaśnienia przyczyn zahamowania wzrostu gospodarczego w krajach wysoko rozwiniętych. Teoretycy stawiają tezę, że kraje te osiągnęły poziom „dojrzałości gospodarczej” i wobec tego ich wzrost gospodarczy będzie wolniejszy niż dotychczas. Poza tym zidentyfikowali determinanty obniżenia tempa wzrostu gospodarczego.